# Демихов, Василий Александрович
Василий Александрович Демихов  (1926—2011) — советский передовик производства в сельском хозяйстве. Герой Социалистического Труда (1966).

## Биография
Родился 7 декабря 1926 года в селе Украинка, Большечерниговского района Самарской области в крестьянской семье.
Окончил 6 классов в сельской школы. В 1941 году в начале Великой Отечественной войны окончил Большеглушицкую школу механизации и работал трактористом в Украинской машинно-тракторной станции.
В. А. Демихов как специалист сельскохозяйственной механизации в действующую армию не призывался а всю войну с 1941 по 1945 годы работал по своей специальности.
После войны В. А. Демихов работал в совхозе «Украинский» на гусеничных тракторах ЧТЗ, С-60, С-65 и С-80, из года в год добивался высокой выработки.
В 1955 году был назначен — бригадиром тракторной бригады, а уже через год в 1956 году руководимая им бригада — с площади 1337 гектаров собрала по 11 центнеров зерна с гектара, было собрано более 15000 центнеров зерна. В 1958 году было новое трудовое достижение его бригады — с площади 3000 гектаров получили по 16 центнеров зерна с гектара, а с 500 гектаров посева пшеницы Заволжская собрали по 25 центнеров.
23 июня 1966 года Указом Президиума Верховного Совета СССР «за успехи, достигнутые в увеличении производства и заготовок пшеницы, ржи, гречихи, риса, других зерновых и кормовых культур и высокопроизводительном использовании техники» Василий Александрович Демихов был удостоен звания Героя Социалистического Труда с вручением Ордена Ленина и золотой медали «Серп и Молот».
После 1966 года В. А. Демихов был назначен управляющим отделения в совхозе «Украинский». Даже в самые засушливые годы отделение под руководством В. А. Демихова собирало на 1,5–2 центнера с гектара больше, чем остальные отделения совхоза. В 1966 году он окончил восемь классов Украинской сельской вечерней школы и четыре года до 1970 года заочно учился на агронома в Рождественском сельскохозяйственном техникуме. До 1988 года работал механиком машинного двора и заведующим током.
С 1988 года вышел на заслуженный отдых.
Умер 9 октября 2011 года. Похоронен в селе Украинка.

## Награды
- Медаль «Серп и Молот» (23.06.1966)
- Два Ордена Ленина
- Медали ВДНХ